# Pátek třináctého (film, 2009)
Pátek třináctého je americký hororový film z roku 2009. Po dlouhé desetidílné sérii se rozhodli Marcus Nispel, režisér Texaského masakru motorovou pilou z roku 2003, a produkující Michael Bay spojit své tvůrcovské síly a natočit slavný hororový snímek Pátek třináctého znovu.

## Děj
V roce 1980 došlo u Křišťálového jezera k mnoha vraždám. Pamela Voorheesová, matka znetvořeného Jasona Voorheese povraždila skoro celou skupinu zde pracujících lidí. Anna Hardy jí potom usekla hlavu a Jason zůstal sám. Po 30 letech zde přijíždí kempovat parta lidí, až najednou se začnou všichni ztrácet. To je znamení, že Jason je zde a pozabíjel všechny, až na jednu dívku z nich, kterou ukryl. Po dvou týdnech ji hledá její bratr Clay, který zkouší nejrůznější varianty, jak svou sestru najít. Blízko k jezeru přijíždí i skupina lidí, kteří se jedou bavit. Clay po marném hledání na ně narazí a zkouší je přesvědčovat. Až dojde k prvním vraždám... Všichni jsou tedy nuceni utéct. Clay chce za každou cenu svou sestru najít. Schovají se tedy poblíž jedné chatrče a sledují Jasona až narazí na podivné sklepení, kde najdou Clayovu sestru. Jedno má Clay splněno, ale přichází další fáze, kdy musí Jasonovi utéct, což se ukáže jako nelehké.